# 2009年欧州議会議員選挙
2009年欧州議会議員選挙（2009ねんおうしゅうぎかいぎいんせんきょ）は、2009年6月4日から7日にかけて欧州連合加盟27か国で行なわれた、欧州連合域内の約5億人の市民を代表する736人の欧州議会の議員を選出する選挙。複数の国で横断的に行われる選挙としては史上最大規模のものであった。またこの選挙では18名のオブザーバも選出されている。

## 概要
投票日はほとんどの加盟国で6月7日日曜日に実施されたが、一部の国では選挙実施の習慣により、6月4日から6日のいずれかの日に行なっている。
- 6月4日木曜日投票 - イギリス（ジブラルタルを含む）、オランダ（アルバおよびオランダ領アンティルを含む）
- 6月5日金曜日投票 - アイルランド、チェコ（1日目）
- 6月6日土曜日投票 - キプロス、フランス（海外にある領土の一部[2]）、イタリア（1日目）、ラトビア、マルタ、スロバキア、チェコ（2日目）
- 6月7日日曜日投票 - オーストリア、ベルギー、ブルガリア、ドイツ、デンマーク、スペイン、エストニア、フィンランド、フランス、ギリシャ、ハンガリー、イタリア（2日目）、リトアニア、ルクセンブルク、ポーランド、ポルトガル、ルーマニア、スロベニア、スウェーデン

また7つの加盟国では欧州議会議員選挙以外の選挙を行なっている。
- ルクセンブルク代議院議員総選挙 - ルクセンブルク
- 地方選挙 - ラトビア、イギリス、ドイツ、イタリア、マルタ、アイルランド
- ドイル・エアラン議員補欠選挙 - アイルランド（ダブリン・サウス選挙区、ダブリン・セントラル選挙区）
- 地域圏・言語共同体議会選挙 - ベルギー

またデンマークでは女子についても同等の長子継承を認める王位継承法の改正のための国民投票が実施された。
今回の選挙はブルガリアとルーマニアにとって初めてとなる、ほかの加盟国といっせいに行われる欧州議会議員選挙となった。両国は2007年に欧州連合に加盟しており、通常とは異なる日程で選挙を実施していた。

## 選挙前の世論調査

国別の投票率

19の加盟国で行われた世論調査では、各政党・会派ごとの当選者数が以下のようになるという結果を示した。
- 欧州人民党グループ (EPP) - 265
- 欧州社会党グループ (PES) - 195
- 欧州自由民主同盟 (ALDE) - 95
- 欧州緑グループ・欧州自由連盟 (GREENS/EFA) - 35
- 諸国民のヨーロッパ連合 (UEN) - 35

のこる70議席の配分については予測されていないが、およそ20議席は極右系やリベルタスが獲得すると予想された。また独立と民主主義グループ (IND/DEM) はリベルタスに継承されるかたちで消滅すると予想された。
ロンドン・スクール・オブ・エコノミクスのサイモン・ヒックスとニック・ヴィヴィヤン、トリニティ・カレッジのマイケル・マーシュら政治学者による予測ではさきの世論調査とは異なる結果を示している。
- 欧州人民党グループ - 249
- 欧州社会党グループ - 209
- 欧州自由民主同盟 - 87
- 諸国民のヨーロッパ連合（またはヨーロッパ保守系） - 58
- 欧州緑グループ・欧州自由連盟 - 48
- 欧州統一左派・北方緑の左派同盟グループ (GUE/NGL) - 39
- 独立と民主主義グループ - 17
- 無所属グループ (Non-Inscrits) - 29

またリベルタスは議席を獲得できないと予測した。その後の予測では次のようになっている。
- 欧州人民党グループ - 262
- 欧州社会党グループ - 194
- 欧州自由民主同盟 - 85
- 諸国民のヨーロッパ連合（またはヨーロッパ保守系） - 53
- 欧州緑グループ・欧州自由連盟 - 50
- 欧州統一左派・北方緑の左派グループ - 40
- 独立と民主主義グループ - 23
- 無所属グループ - 29

## 構成についての規定

### 加盟国ごとの議席配分数の改定
前回の選挙で加盟国にはニース条約の規程に基づいて定められた議席数が配分されていた。その後、ブルガリアとルーマニアが議会の任期途中で加盟し、これを受けて欧州議会の定数が一時的に785にまで増加した。今回の選挙ではニース条約の規定に従い、49議席が削減された。
加盟各国の政府はこの選挙にあたって、欧州議会にかんする規定の変更を含むリスボン条約の批准・発効を目指していた。ところがアイルランドにおいて国民投票で批准が拒否されたために発効のための手続きが停滞することとなった。リスボン条約の規定では、欧州議会の定数が751とされているため、各国への配分議席数も違うものとなるはずであった。またリスボン条約が発効すれば、2014年までを移行期間とする暫定措置として定数が754とされ、一部の国では議席が加増されることになっている。
リスボン条約発効による議員定数の増加に備えて、今回の選挙では18人の「予定議員」を選出している。これらの「予定議員」は欧州議会においてオブザーバとして出席するが、正式な議員と同額の議員歳費を受け取ることができる。オブザーバはリスボン条約が発効すれば正式な議員となる。またオブザーバを正式な議員とするには欧州理事会の決定が必要である。
| 国             | 2007年 | 2009年 | 増減 |
| -------------- | ------ | ------ | ---- |
| ドイツ         | 99     | 99     | 0    |
| チェコ         | 24     | 22     | -2   |
| スロバキア     | 14     | 13     | -1   |
| フランス       | 78     | 72     | -6   |
| ギリシャ       | 24     | 22     | -2   |
| アイルランド   | 13     | 12     | -1   |
| イタリア       | 78     | 72     | -6   |
| ハンガリー     | 24     | 22     | -2   |
| リトアニア     | 13     | 12     | -1   |
| イギリス       | 78     | 72     | -6   |
| ポルトガル     | 24     | 22     | -2   |
| ラトビア       | 9      | 8      | -1   |
| スペイン       | 54     | 50     | -4   |
| スウェーデン   | 19     | 18     | -1   |
| スロベニア     | 7      | 7      | 0    |
| ポーランド     | 54     | 50     | -4   |
| オーストリア   | 18     | 17     | -1   |
| キプロス       | 6      | 6      | 0    |
| ルーマニア     | 35     | 33     | -2   |
| ブルガリア     | 18     | 17     | -1   |
| エストニア     | 6      | 6      | 0    |
| オランダ       | 27     | 25     | -2   |
| フィンランド   | 14     | 13     | -1   |
| ルクセンブルク | 6      | 6      | 0    |
| ベルギー       | 24     | 22     | -2   |
| デンマーク     | 14     | 13     | -1   |
| マルタ         | 5      | 5      | 0    |
| 合計:          | 785    | 736    | -49  |

1. ↑  ジブラルタルを含む。そのほかの海外領土や王室属領は含まない。

- イタリック体で表示されている国では、国内で複数の選挙区を設定している。

## 結果

### 加盟国別結果
736人の議員の配分は以下のとおりである。なお会派は選挙後の再編を受けたものとなっている。
| 会派 国             | EPP                              | S&D                | ALDE                 | GREENS/EFA                     | ECR                | GUE/NGL                  | EFD          | その他 （NI を含む）     | 議席数 | 投票率 | 備考          |
| ------------------- | -------------------------------- | ------------------ | -------------------- | ------------------------------ | ------------------ | ------------------------ | ------------ | ------------------------ | ------ | ------ | ------------- |
| オーストリア        | 6 (ÖVP)                          | 4 (SPÖ)            |                      | 2 (Grüne)                      |                    |                          |              | 3 (Martin) 2 (FPÖ)       | 17     | 45.97% | [ 9 ]         |
| ベルギー            | 3 (CD&V) 1 (cdH) 1 (CSP)         | 3 (PS) 2 (sp.a)    | 3 (OpenVLD) 2 (MR)   | 2 (Ecolo) 1（N-VA） 1 (Groen!) | 1 (LDD)            |                          |              | 2 (Vl. Belang)           | 22     | 90.39% | [ 10 ]        |
| ブルガリア          | 5 (GERB) 1 (SDS-DSB)             | 4 (BSP)            | 3 (DPS) 2 (NDSV)     |                                |                    |                          |              | 2 (ATAKA)                | 17     | 38.99% | [ 11 ]        |
| キプロス            | 2 (DISY)                         | 1 (EDEK) 1 (DI.KO) |                      |                                |                    | 2 (AKEL)                 |              |                          | 6      | 59.4%  | [ 12 ]        |
| チェコ（詳細）      | 2 (KDU-ČSL)                      | 7 (ČSSD)           |                      |                                | 9 (ODS)            | 4 (KSČM)                 |              |                          | 22     | 28.20% | [ 13 ]        |
| デンマーク          | 1 (C)                            | 4 (A)              | 3 (V)                | 2 (F)                          |                    | 1 (N)                    | 2 (O)        |                          | 13     | 59.54% | [ 14 ]        |
| エストニア          | 1 (IRL)                          | 1 (SDE)            | 2 (KE) 1 (ER)        | 1 (I.Tarand)                   |                    |                          |              |                          | 6      | 43.9%  | [ 15 ]        |
| フィンランド        | 3 (KOK) 1 (KD-PS)                | 2 (SDP)            | 3 (KESK) 1 (SFP)     | 2 (VIHR)                       |                    |                          | 1 (KD-PS)    |                          | 13     | 40.3%  | [ 16 ]        |
| フランス（詳細）    | 24 (UMP) 3 (NC) 2 (LGM)          | 14 (PS)            | 6 (MoDem)            | 14 (E-É)                       |                    | 4 (FDG) 1 (AOM)          | 1 (Libertas) | 3 (FN)                   | 72     | 40.63% | [ 17 ]        |
| ドイツ（詳細）      | 34 (CDU) 8 (CSU)                 | 23 (SPD)           | 12 (FDP)             | 14 (Grüne)                     |                    | 8 (Linke)                |              |                          | 99     | 43.3%  | [ 18 ]        |
| ギリシャ            | 8 (N.D.)                         | 8 (PA.SO.K.)       |                      | 1 (OP)                         |                    | 2 (K.K.E.) 1 (SY.RIZ.A.) | 2 (LA.O.S.)  |                          | 22     | 52.61% | [ 19 ]        |
| ハンガリー（詳細）  | 14 (Fidesz-KDNP)                 | 4 (MSZP)           |                      |                                | 1 (MDF)            |                          |              | 3 (Jobbik)               | 22     | 36.31% | [ 20 ]        |
| アイルランド        | 4 (FG)                           | 3 (Lab.)           | 3 (FF) 1（M.Harkin） |                                |                    | 1 (SP)                   |              |                          | 12     | 58.64% | [ 21 ]        |
| イタリア （詳細）   | 29 (PdL) 5 (UDC) 1 (SVP)         | 21 (PD)            | 7 (IdV)              |                                |                    |                          | 9 (LN)       |                          | 72     | 65.05% | [ 22 ]        |
| ラトビア            | 2 (PS) 1 (JL)                    | 1（TSP）           | 1 (LPP/LC)           | 1 (PCTVL)                      | 1 (TB/LNNK)        | 1（LSP）                 |              |                          | 8      | 53.7%  | [ 23 ]        |
| リトアニア（詳細）  | 4 (TS-LKD)                       | 3 (LSDP)           | 1 (DP) 1 (LRLS)      |                                | 1 (LLRA)           |                          | 2 (TT)       |                          | 12     | 20.98% | [ 24 ]        |
| ルクセンブルク      | 3 (CSV)                          | 1 (LSAP)           | 1 (DP)               | 1 (déi gréng)                  |                    |                          |              |                          | 6      | 90.75% | [ 25 ]        |
| マルタ              | 2 (PN)                           | 3 (PL)             |                      |                                |                    |                          |              |                          | 5      | 78.79% | [ 26 ]        |
| オランダ            | 5 (CDA)                          | 3 (PvdA)           | 3 (VVD) 3 (D66)      | 3 (GL)                         | 1 (CU)             | 2 (SP)                   | 1(SGP)       | 4 (PVV)                  | 25     | 36.75% | [ 27 ]        |
| ポーランド（詳細）  | 25 (PO) 3 (PSL)                  | 7 (SLD-UP)         |                      |                                | 15 (PiS)           |                          |              |                          | 50     | 24.53% | [ 28 ]        |
| ポルトガル （詳細） | 8 (PSD) 2 (CDS)                  | 7 (PS)             |                      |                                |                    | 3 (BE) 2(CDU)            |              |                          | 22     | 36.78% | [ 29 ]        |
| ルーマニア          | 10 (PD-L) 3 (UDMR) 1 (E.Băsescu) | 11 (PSD-PC)        | 5 (PNL)              |                                |                    |                          |              | 3 (PRM)                  | 33     | 27.67% | [ 30 ]        |
| スロバキア （詳細） | 2 (SDKÚ-DS) 2 (KDH) 2 (SMK)      | 5 (Smer-SD)        | 1 (LS-HZDS)          |                                |                    |                          | 1 (SNS)      |                          | 13     | 19.64% | [ 31 ]        |
| スロベニア          | 2 (SDS) 1 (N.Si)                 | 2 (SD)             | 1 (LDS) 1 (Zares)    |                                |                    |                          |              |                          | 7      | 28.33% | [ 32 ]        |
| スペイン （詳細）   | 23 (PP)                          | 21 (PSOE)          | 2 (CpE)              | 1 (EdP) 1 (ICV)                |                    | 1 (IU)                   |              | 1 (UPyD)                 | 50     | 44.9%  | [ 33 ]        |
| スウェーデン        | 4 (M) 1 (KD)                     | 5 (S)              | 3 (FP) 1 (C)         | 2 (MP) 1 (PP)                  |                    | 1 (V)                    |              |                          | 18     | 45.53% | [ 34 ]        |
| イギリス（詳細）    |                                  | 13 (Lab.)          | 11 (LD)              | 2 (GPEW) 2 (SNP) 1 (Plaid)     | 24 (Con.) 1(UCUNF) | 1 (SF)                   | 13 (UKIP)    | 2 (BNP) 1 (DUP) 1 (Con.) | 72     | 34.7%  | [ 35 ]        |
| 合計                | 265                              | 184                | 84                   | 55                             | 54                 | 35                       | 32           | 27                       | 736    | 43%    | [ 36 ] [ 37 ] |

### リスボン条約による変更
この選挙にあたってはもともとリスボン条約が事前に発効することが想定され、選挙もリスボン条約の制度のもとで行なわれる予定だった。ところがアイルランドでの国民投票で批准が否決されたことにより、従来のニース条約の制度のもとで選挙が行われた。ニース条約では736人が選出されることになっているが、リスボン条約が発効していればその数が751人に増えるはずであった。
さらにリスボン条約では、欧州議会の権限が強化される変更が規定されており、とくに欧州委員会委員長の任命において影響力が強まることになっていた。かつては各政党が委員長候補を明らかにして選挙に臨むのではないかと言われていたが、実際に委員長の指名にあたっては選挙結果を反映させていくことになり、加盟国の首脳らは欧州憲法条約においてその内容の規定を盛り込んでいた。
2007年、現職の委員長であるジョゼ・マヌエル・ドゥラン・バローゾが再選を模索するのではないかということが伝えられた。この報道に対してバローゾは2008年7月19日に、再任についての意欲を持っていることを認め、またフランス大統領ニコラ・サルコジからも再任の支持を受けている。2009年の初頭に中道右派の欧州人民党はバローゾを次期委員長候補として支えていくこととした一方で、中道左派の欧州社会党はこの動きに反発している。しかし欧州社会党は独自の委員長候補を正式に立てなかった。

#### オブザーバ
以下に挙げる18名はリスボン条約が発効すればオブザーバとして議席を得ることになっている。オブザーバは全加盟国において付属議定書が批准されれば正式な議員となる。
| 国           | 国内政党    | 院内会派   |
| ------------ | ----------- | ---------- |
| オーストリア | SPÖ         | S&D        |
| オーストリア | BZÖ         | NI         |
| ブルガリア   | SK          | EPP        |
| フランス     | SP          | S&D        |
| フランス     | E-É         | Greens/EFA |
| イタリア     | UdC         | EPP        |
| ラトビア     | PS          | EPP        |
| マルタ       | PL          | S&D        |
| オランダ     | PVV or PvdD | NI         |
| ポーランド   | PSL         | EPP        |
| スロベニア   | SDS         | EPP        |
| スペイン     | PP          | EPP        |
| スペイン     | PP          | EPP        |
| スペイン     | PSOE        | S&D        |
| スペイン     | UDC         | EPP        |
| スウェーデン | S           | S&D        |
| スウェーデン | PP          | GREENS/EFA |
| イギリス     | Con         | ECR        |

## 選挙にむけた活動
各国内の政党の多くは欧州議会議員選挙において欧州規模の政党のもとで、欧州連合の域内で横断的に連携している。欧州規模の政党として挙げられるのは、欧州人民党、欧州社会党、欧州自由民主改革党、欧州自由同盟、欧州緑の党、諸国民のヨーロッパのための連合、欧州左翼党、欧州民主党、EU民主主義がある。今回の選挙に向けた活動をもっとも早い時期から始めていたのは欧州緑の党で、2004年から活動していた。また2009年の選挙で欧州規模の政党の要件を満たそうとする新党にはニューロピアンズ、ヨーロッパ・ユナイテッド、ヨーロッパ・民主主義・エスペラント、リベルタスがある。欧州規模の政党の役割は、2007年に欧州委員会が対欧州連合機関関係・コミュニケーション戦略担当委員マルゴット・ヴァルストレムの指揮のもとで拡大された。
この選挙では現職の欧州委員会委員4人が立候補している。その4人の委員とは、ビビアン・レディング（ルクセンブルク出身、情報社会・メディア担当、キリスト教社会人民党 / 欧州人民党所属）、ルイ・ミシェル（ベルギー出身、開発・人道援助担当、改革運動 / 欧州自由民主改革党所属）、ダヌータ・ヒューブナー（ポーランド出身、地域政策担当、市民プラットフォーム / 欧州人民党所属）、メグレナ・クネヴァ（ブルガリア出身、消費者保護担当、安定と進歩のための国民運動 / 欧州自由民主改革党所属）である。またヤーン･フィゲル（スロバキア出身、教育・訓練・文化・青少年担当、キリスト教民主運動 / 欧州人民党所属）も立候補がとりざたされたが、最終的には立候補しなかった。その代わりとしてフィゲルはキリスト教民主運動の新党首に就くことになっている。

### 選挙にあわせて問題提起を行なう活動団体
欧州議会議員選挙では欧州連合規模、あるいは各国内で非政府組織が特定の政策分野について意見を唱える機会となっている。このような活動はその内容に強い関心を持つ議員候補や有権者に影響を与えていることを狙ったものである。国内でのそのような活動の例として、イギリスの王立看護大学や開発のための NGO (BOND)といったものがある。

## メディアによる報道
欧州議会、加盟国の公共放送事業者、欧州放送連合は欧州委員会対欧州連合機関関係・コミュニケーション担当委員のマルゴット・ヴァルストレムの協力を受けて、投票率を上昇させるために今回の選挙への世間の関心を集めようとした。かねてからメディアは視聴者を選挙にひきつけることができず、また数日にわたる選挙日程が関心を寄せることを困難なものにしている。メディア連合では選挙にあたり欧州規模の話題や欧州議会事体に関心を集めるようにしようとしたり、また視聴者に訴えかけられるようなものにしたりした。欧州議会議員も2007年末に、投票率を上げるために有権者に選挙への関心を持ってもらおうという活動を始めた。
2009年4月1日から議会は投票を促進するためのポスターの掲示やインターネット上でのバナー広告、看板広告を設置した。これらの広告には欧州議会の役割を示すために、「欧州議会が金融市場をどれだけ監督しているか」といったメッセージが記載されていた。ポスターはベルリンで活動する広告会社 Scholz & Friends が10種類を製作し、欧州連合の公用全23言語に翻訳されたものが欧州連合域内の各地に展開された。ところがこれらのポスターは一部の国で重要性が増した問題を扱った内容のものに取り替えられたり、また2004年の選挙で投票率が低迷した国では更新されたりした。最終版に掲げられたスローガンは「あなたの投票権を欧州議会議員選挙に使おう」というものであった。これらの活動にかかった費用は1800万ユーロ、有権者1人あたりに換算すると0.05ユーロであり、またドイツ、スペイン、イタリアでは広告用スペースを無料で提供されるということもあった。

## 会派の変動
これまでの選挙で起こってきたことであるが、選挙直前の時期や、選挙終了後から審議会の招集までのあいだにさまざまな政治会派や欧州規模の政党との会派の再編がなされている。今回の選挙が終わって初めて議会が招集されるのは2009年7月14日と定められている。
欧州議会内での会派にかんする規程が改定され、今回の選挙以降は会派成立の最低要件が引き上げられる。もともと欧州社会党グループと欧州人民党・欧州民主主義グループは会派の最低要件引き上げを提唱しており、これまでの「議員20人、議員の出身国の構成が加盟国全体の5分の1」から「議員30人、議員の出身国の構成が加盟国全体の4分の1」という案を示していた。今回の改選以前の会派を見ると、諸国民のヨーロッパのための連合（議員の出身国の構成が6か国）と独立・民主主義（議員数が22人）は会派要件を満たさないということになる。この2つの会派と欧州自由民主同盟、欧州緑グループ・欧州自由連盟、欧州統一左派・北方緑の左派連盟の計5つの小会派はこの規程の改定に反対した。この提案は委員会において15対14で否決されたが、その後「議員25人、議員の出身国の構成が加盟国全体の4分の1」とする妥協案が出され、2008年7月9日に本会議で可決された。この改定された規程によると、当時の諸国民のヨーロッパ連合と独立・民主主義はやはり会派成立要件を満たさないが、妥協された規定では成立要件を満たさなくなった会派でも、議員の出身国の構成が最低でも全体の加盟国の5分の1より多く、かつ改定規程の施行の1年以上前から存在する会派に限り、会派の存続を認めるという規定が盛り込まれた。ただしこの例外規定の濫用が認められる「重大な証拠」が存在する場合には、例外規定は適用されないともされている。

### 諸国民のヨーロッパ連合
イタリアの国民同盟は諸国民のヨーロッパ連合に参加する国内政党でもっとも多くの欧州議会議員が所属していたが、2009年3月29日にシルヴィオ・ベルルスコーニ率いるフォルツァ・イタリアと合流して新党「自由の人民」を結成した。自由の人民はフォルツァ・イタリアを引き継いで欧州人民党に参加しており、2009年の選挙で自由の人民は欧州人民党グループとして候補者名簿を作成することになっていた。つまりこれは会派から国民同盟が離脱することと同じであり、諸国民のヨーロッパ連合は選挙後の議員数を減らすということが見込まれた。国民同盟の一連の動きは国民保守系や欧州懐疑系の諸政党の力をそぎ、またより穏健的な中道右派への転換や、欧州人民党への参加を促すことになった。
国民同盟と会派を主導していたアイルランドのフィアナ・フォイルは、2009年4月16日に欧州自由民主改革党への参加を決め、また欧州議会でも欧州自由民主同盟グループに合流した。長らく欧州統合を支持してきたフィアナ・フォイルはヨーロッパ規模での連携のあり方に不満を持っており、かつて党首を務めていたバーティ・アハーンは、ほかの諸国民のヨーロッパ連合参加の右派政党とは距離を置いていた。2004年の欧州議会議員選挙後の会派再編で、フィアナ・フォイルは欧州自由民主同盟に加わり、またかねてより欧州自由民主改革党への参加を模索してきた。アハーンの後を受けて党首となったブライアン・カウエンは2009年2月27日に、フィアナ・フォイルが欧州自由民主改革党と欧州自由民主同盟に参加することを表明し、この発表に対して2日後に党内から賛同する決定がなされた。フィアナ・フォイルの欧州議会議員団代表であるブライアン・クロウリーはこの決定を批判し、会派を変えることはフィアナ・フォイルの立場や影響力を失うことになるとした。つまりクロウリーは諸国民のヨーロッパ連合の会派共同代表として多くの権限を持っていたが、フィアナ・フォイルが欧州自由民主同盟に移ると、それらの権限を失うこととなるとしたものである。
諸国民のヨーロッパ連合で3番目に多く欧州議会議員を出していたのはポーランドだった。しかしこのうち、自衛とポーランド家族同盟は2007年の国内議会選挙で議席をすべて失っていた。
諸国民のヨーロッパ連合は欧州民主主義グループの議員が主導する新会派に脅かされており、残りの議員が新会派に移ることが懸念されていた。実際にポーランドの法と正義は諸国民のヨーロッパ連合を離脱し、新会派に合流した。
諸国民のヨーロッパ連合の消滅の危機は独立と民主主義グループにも影響を与え、独立と民主主義もまた諸国民のヨーロッパ連合に残る各党の合流を求めていた。イタリアの北部同盟やデンマーク国民党は独立と民主主義への合流を選び、2009年の選挙後に新会派自由と民主主義のヨーロッパを発足させた。他方で独立と民主主義に参加していたオランダのキリスト教同盟は欧州保守改革グループに参加することになった。

### 欧州改革運動
イギリスの保守党と北アイルランドのアルスター統一党、チェコの市民民主党は欧州人民党･欧州民主主義グループ内の小グループである欧州民主主義グループを離れ（イタリアの欧州議会議員1人が残ったのみで、事実上の解散。この議員も2009年の選挙では再選されなかった）、保守党と市民民主党との欧州議会外部での協力枠組みである欧州改革運動を基礎とする欧州議会の新会派を結成することとなった。
保守党は単独で19人の議員を有していたが、会派を正式に結成するためにはイギリス以外の6加盟国から議員を集める必要があった。このときポーランドの法と正義は諸国民のヨーロッパ連合に残ることを表明していたが、新会派に参加すると見込まれていた。
ほかにも諸国民のためのヨーロッパ連合に参加していたラトビアの祖国と自由のためにが新会派に加わったほか、多くの無所属議員が参加すると見込まれていた。そのため、なかには新会派が欧州議会で第3会派となるという見方もあった。
2009年3月、保守党は改めて欧州人民党・欧州民主主義グループからの離脱を表明した。

### 欧州社会党グループ
結党間もないイタリアの民主党は、欧州議会で議員がどのグループに参加するかという議論を続けていた。民主党は2007年10月に、左翼民主主義者とマルゲリータという2大中道左派政党が合流して結党し、両党に所属していた欧州議会議員は2004年の選挙以降、欧州社会党グループと欧州自由民主同盟にそれぞれ参加していた。すべてのヨーロッパの進歩的革新主義の一本化、そして欧州社会党グループと欧州自由民主同盟の統合を強く求めていたが、両会派はべつべつに存続していくこととなり、このため民主党は欧州議会内で取り残されるようなかたちとなった。
2009年5月13日、欧州社会党グループはイタリア民主党と連携するために会派名を改めるということが報じられた。
キプロスの民主党は従来、欧州自由民主同盟に参加していたが、欧州規模の政党には加わっていなかった。2009年の選挙に先立って民主党は、欧州社会党の同意は得ていなかったが、欧州議会において欧州社会党グループへの参加の以降を示していた。
2009年6月12日、欧州社会党グループは新議会において会派名を「欧州社会民主同盟」とすることを正式に決定したが、同月23日の正式な結成のさいには会派名を「社会民主進歩同盟」とした。

### 再編後の会派
新議会が招集されるまでに会派は以下のように再編された。
- 欧州自由民主同盟、欧州緑グループ・欧州自由連盟、欧州統一左派・北方緑の左派同盟は変化なし。
- 欧州保守改革グループが結成される。
- 欧州社会党グループはイタリア民主党やキプロス民主党などを加えて社会民主進歩同盟となる。
- 欧州人民党・欧州民主主義グループは欧州人民党グループに戻る。
- 独立と民主主義グループは自由と民主主義のヨーロッパに引き継がれる。
- 諸国民のヨーロッパ連合は解散する。

## 新議長の選出
2009年7月14日、新議会が開会され、その冒頭で新議長を選出することとなった。選出は1回目の投票で決し、ポーランド出身で欧州人民党グループ所属のイェジ・ブゼクが555対89で、スウェーデン出身で欧州統一左派・北方緑の左派同盟所属のエヴァ＝ブリット・スヴェンソンを破った。
選出にあたって、欧州人民党グループは議長候補にポーランド元首相のブゼクを推挙し、欧州人民党グループのほかに社会民主進歩同盟と欧州自由民主同盟が支持した。スヴェンソンは欧州統一左派・北方緑の左派同盟が推挙した。
欧州人民党グループと社会民主進歩同盟の2大会派は従来と同様に欧州議会議長の職を2年半ずつで分け合うことで合意し、前半の2年半は欧州人民党のブゼクを議長とすることとなった。ブゼクは東ヨーロッパ出身として初の議長となる。後半の2年半は、社会民主進歩同盟の代表であるマルティン・シュルツを議長とすることが決まった。この合意について欧州自由民主同盟も賛成し、議長に立候補していたグラハム・ワトソンは辞退することとなった。
この動きに対して欧州統一左派・北方緑の左派同盟はスヴェンソンを担ぎ上げた。スヴェンソンは議長選挙にむけた活動で「異なる意見を」というスローガンを掲げた。

## 次期欧州委員会委員長
通常、欧州議会議員選挙が行われる年の10月末に欧州委員会の任期満了を迎える。当時批准手続きが進められていたリスボン条約が発効することで修正される欧州連合条約の新たな第17条第7項において、次期欧州委員会委員長の任命にあたっては直前に行なわれた欧州議会議員選挙の結果を考慮に入れることがうたわれている。
当時リスボン条約は未発効であったが、今回の選挙で欧州人民党グループが勝利したことを踏まえ、2009年前半の議長国チェコの首相ヤン・フィシェルは、欧州人民党所属のジョゼ・マヌエル・ドゥラン・バローゾに委員長再任を打診し、バローゾもこれを受諾した。バローゾの再任は同月18-19日に開かれた欧州理事会で全会一致で承認され、欧州議会も同年9月16日にバローゾ再任を承認した。